# Marcus Vinícius Dias
Marcus Vinícius Dias (Rio de Janeiro, 22 gennaio 1923 – 1992) è stato un cestista brasiliano.

## Carriera
Con il Brasile ha disputato i Giochi olimpici di Londra 1948.